# Gare de Fors
Gare de Fors vasútállomás Franciaországban, Fors településen.

## Vasútvonalak
Az állomást az alábbi vasútvonalak érintik:
- Chartres–Bordeaux-vasútvonal

## Kapcsolódó állomások
A vasútállomáshoz az alábbi állomások vannak a legközelebb:
- Gare de Niort
- Gare de Marigny